# Dwuporka wspaniała
Dwuporka wspaniała (Diporiphora superba) – gatunek gada z podrzędu jaszczurek (Lacertilia) z rodziny agamowatych (Agamidae). Występuje w północnej Australii (w północnej części stanu Australia Zachodnia). Jej ulubionym siedliskiem są suche lasy akacjowe. Jest owadożerna. Jak kilka innych gatunków z rodzaju Diporiphora nauce znana jest dopiero od lat siedemdziesiątych XX wieku. 
Cechą charakterystyczną tej jaszczurki jest jej niezwykle smukła budowa: posiada cienkie i długie kończyny (zwłaszcza tylne) zakończone długimi palcami, oraz niespotykanie długi, biczowaty ogon, którego długość trzykrotnie, a czasem nawet czterokrotnie przekracza długość reszty ciała. Głowa jest szpiczasto zakończona i dość płaska, w kształcie trójkąta. Kolor łusek jasnozielony, na brzuchu przechodzi w żółty.